# Primeira Divisão de 1998–99
A Primeira Divisão de 1998–99 foi a 65.º edição do Campeonato Português de Futebol.

## Análise
O FC Porto venceu esta edição, ficando a 8 pontos do 2.º classificado, o Boavista.
O FC Porto conquistou o primeiro "penta" da história do futebol português. Apesar de ter mudado de treinador, o FC Porto não se ressentiu, e, continuou com o papel dominador no futebol, conquistando, com alguma facilidade, o "penta".
O Boavista foi a grande surpresa do campeonato, intrometendo-se na luta pelo título, e, acabando em 2.º lugar, algo que não ocorria desde 1975/1976. Este 2.º lugar permitiu ao clube participar, pela primeira vez, na Liga dos Campeões da UEFA.
Os dois "grandes" de Lisboa, Benfica e Sporting, foram as grandes desilusões da época, ficando em 3.º e 4.º lugares, respectivamente. Os dois clubes de Lisboa nunca conseguiram manter a regularidade exigida para lutar pelo campeonato e acabaram a lutar pelo último lugar no pódio.
Por fim, destacar a qualificação para a Taça UEFA do Vitória de Setúbal, algo que não ocorria desde 1974/1975.

## Equipas

### Equipas Participantes
| Equipa               | Treinador         | Estádio                           | Cidade              |
| -------------------- | ----------------- | --------------------------------- | ------------------- |
| FC Porto             | Fernando Santos   | Estádio das Antas                 | Porto               |
| SL Benfica           | Graeme Souness    | Estádio da Luz                    | Lisboa              |
| Vitória SC           | Zoran Filipović   | Estádio D. Afonso Henriques       | Guimarães           |
| Sporting CP          | Mirko Jozić       | Estádio José Alvalade             | Lisboa              |
| Marítimo             | Augusto Inácio    | Estádio dos Barreiros             | Funchal             |
| Boavista             | Jaime Pacheco     | Estádio do Bessa                  | Porto               |
| Estrela da Amadora   | Jorge Jesus       | Estádio José Gomes                | Amadora             |
| Salgueiros           | Dito              | Estádio Engenheiro Vidal Pinheiro | Porto               |
| Rio Ave              | Carlos Brito      | Estádio dos Arcos                 | Vila do Conde       |
| SC Braga             | Vítor Oliveira    | Estádio 1.º de Maio               | Braga               |
| Campomaiorense       | João Alves        | Estádio Capitão César Correia     | Campo Maior         |
| Vitória FC           | Carlos Cardoso    | Estádio do Bonfim                 | Setúbal             |
| Farense              | Paco Fortes       | Estádio de São Luís               | Faro                |
| Académica de Coimbra | Raul Águas        | Estádio Municipal de Coimbra      | Coimbra             |
| GD Chaves            | Horácio Gonçalves | Estádio Municipal de Chaves       | Chaves              |
| UD Leiria            | Mário Reis        | Estádio Dr. Magalhães Pessoa      | Leiria              |
| Beira-Mar            | António Sousa     | Estádio Mário Duarte              | Aveiro              |
| Alverca              | Mário Wilson      | Complexo Desportivo de Alverca    | Alverca do Ribatejo |

### Mudanças de Treinador durante a época
| Equipa               | Treinador Despedido | Data de Saída | Posição | Treinador Contratado | Data de Entrada |
| -------------------- | ------------------- | ------------- | ------- | -------------------- | --------------- |
| SC Braga             | Vítor Oliveira      | 25/10/1998    | 9.º     | Carlos Manuel        | 26/10/1998      |
| Campomaiorense       | João Alves          | 29/11/1998    | 18.º    | José Pereira         | 30/11/1998      |
| Marítimo             | Augusto Inácio      | 20/12/1998    | 16.º    | Nelo Vingada         | 21/12/1998      |
| GD Chaves            | Horácio Gonçalves   | 03/01/1999    | 17.º    | Augusto Inácio       | 04/01/1999      |
| Vitória SC           | Zoran Filipović     | 03/01/1999    | 10.º    | Quinito              | 04/01/1999      |
| Farense              | Paco Fortes         | 05/02/1999    | 14.º    | João Alves           | 06/02/1999      |
| Académica de Coimbra | Raul Águas          | 07/02/1999    | 18.º    | Gregório Freixo      | 08/02/1999      |
| SC Braga             | Carlos Manuel       | 26/02/1999    | 10.º    | Manuel Cajuda        | 27/02/1999      |
| Alverca              | Mário Wilson        | 28/02/1999    | 17.º    | José Romão           | 01/03/1999      |
| GD Chaves            | Augusto Inácio      | 26/04/1999    | 17.º    | Luis Rodríguez Vaz   | 14/05/1999      |
| SL Benfica           | Graeme Souness      | 02/05/1999    | 3.º     | Shéu Han             | 03/05/1999      |

## Classificações
| P  | Equipa               | J  | V  | E  | D  | GM | GS | DG  | Pts | Qualificação/Descida      |
| -- | -------------------- | -- | -- | -- | -- | -- | -- | --- | --- | ------------------------- |
| 1  | FC Porto             | 34 | 24 | 7  | 3  | 85 | 26 | +59 | 79  | Liga dos Campeões da UEFA |
| 2  | Boavista             | 34 | 20 | 11 | 3  | 57 | 29 | +28 | 71  | Liga dos Campeões da UEFA |
| 3  | Benfica              | 34 | 19 | 8  | 7  | 71 | 29 | +42 | 65  | Taça UEFA                 |
| 4  | Sporting             | 34 | 17 | 12 | 5  | 64 | 32 | +32 | 63  | Taça UEFA                 |
| 5  | Vitória de Setúbal   | 34 | 15 | 8  | 11 | 37 | 38 | –1  | 53  | Taça UEFA                 |
| 6  | União de Leiria      | 34 | 14 | 10 | 10 | 36 | 29 | +7  | 52  |                           |
| 7  | Vitória de Guimarães | 34 | 14 | 8  | 12 | 53 | 41 | +12 | 50  |                           |
| 8  | Estrela da Amadora   | 34 | 11 | 12 | 11 | 33 | 40 | –7  | 45  |                           |
| 9  | Sporting de Braga    | 34 | 10 | 12 | 12 | 38 | 50 | –12 | 42  |                           |
| 10 | Marítimo             | 34 | 10 | 11 | 13 | 44 | 45 | –1  | 41  |                           |
| 11 | Farense              | 34 | 10 | 9  | 15 | 39 | 54 | –15 | 39  |                           |
| 12 | Salgueiros           | 34 | 7  | 17 | 10 | 45 | 55 | –10 | 38  |                           |
| 13 | Campomaiorense       | 34 | 10 | 7  | 17 | 41 | 51 | –10 | 37  |                           |
| 14 | Rio Ave              | 34 | 8  | 11 | 15 | 26 | 47 | –21 | 35  |                           |
| 15 | Alverca              | 34 | 8  | 11 | 15 | 36 | 50 | –14 | 35  |                           |
| 16 | Beira Mar            | 34 | 6  | 15 | 13 | 36 | 53 | –17 | 33  | Liga de Honra             |
| 16 | Beira Mar            | 34 | 6  | 15 | 13 | 36 | 53 | –17 | 33  | Taça UEFA                 |
| 17 | Desportivo de Chaves | 34 | 5  | 10 | 19 | 39 | 70 | –31 | 25  | Liga de Honra             |
| 18 | Académica de Coimbra | 34 | 4  | 9  | 21 | 30 | 71 | –41 | 21  | Liga de Honra             |

## Resultados
| 1998/1999            | FCP | BFC | SLB | SCP | VFC | UDL | VSC | EAM | SCB | MAR | FAR | SAL | CAM | RAV | ALV | BMA | GDC | AAC |
| FC Porto             |     | 0-2 | 3-1 | 3-2 | 6-0 | 3-1 | 2-0 | 2-0 | 1-0 | 1-0 | 2-0 | 4-1 | 2-0 | 4-0 | 3-1 | 7-0 | 1-0 | 7-1 |
| Boavista             | 0-0 |     | 2-1 | 2-2 | 1-1 | 1-0 | 2-0 | 2-1 | 1-0 | 1-2 | 3-0 | 2-1 | 2-1 | 1-0 | 3-0 | 2-1 | 4-1 | 3-1 |
| Benfica              | 1-1 | 0-3 |     | 3-3 | 2-0 | 0-0 | 3-1 | 2-0 | 4-1 | 3-1 | 5-0 | 5-0 | 1-1 | 3-1 | 2-2 | 3-0 | 4-1 | 3-0 |
| Sporting             | 1-1 | 1-1 | 1-2 |     | 0-0 | 2-0 | 3-0 | 3-0 | 4-1 | 2-0 | 1-0 | 3-1 | 3-0 | 2-0 | 2-0 | 0-0 | 2-1 | 5-0 |
| Vitória de Setúbal   | 1-2 | 1-3 | 1-0 | 1-1 |     | 1-0 | 1-0 | 2-0 | 3-0 | 3-1 | 1-1 | 3-0 | 2-0 | 1-2 | 4-0 | 0-0 | 1-0 | 1-0 |
| União de Leiria      | 2-2 | 0-0 | 1-1 | 0-3 | 0-1 |     | 0-1 | 0-1 | 0-0 | 1-0 | 2-1 | 1-0 | 3-1 | 2-0 | 1-0 | 1-0 | 3-1 | 1-0 |
| Vitória de Guimarães | 3-2 | 2-3 | 0-2 | 1-1 | 2-0 | 0-0 |     | 3-0 | 5-1 | 1-1 | 1-0 | 3-3 | 2-0 | 3-0 | 3-1 | 3-0 | 6-1 | 1-1 |
| Estrela da Amadora   | 1-1 | 2-1 | 0-1 | 0-1 | 5-0 | 1-1 | 1-1 |     | 0-0 | 1-0 | 2-1 | 1-1 | 1-0 | 1-0 | 1-0 | 1-2 | 2-1 | 2-1 |
| Sporting de Braga    | 3-3 | 1-2 | 2-1 | 2-0 | 3-0 | 2-4 | 2-1 | 1-1 |     | 1-1 | 0-0 | 1-1 | 0-2 | 2-0 | 0-0 | 2-1 | 1-0 | 2-2 |
| Marítimo             | 0-1 | 3-0 | 1-0 | 1-3 | 0-1 | 3-2 | 1-0 | 1-1 | 3-0 |     | 1-3 | 2-2 | 0-1 | 2-0 | 3-3 | 1-1 | 2-2 | 4-1 |
| Farense              | 0-3 | 2-2 | 1-0 | 1-3 | 1-1 | 1-1 | 1-2 | 1-1 | 0-2 | 0-0 |     | 2-1 | 2-1 | 0-1 | 1-0 | 2-1 | 2-1 | 2-0 |
| Salgueiros           | 1-3 | 0-0 | 1-1 | 2-1 | 1-0 | 0-0 | 3-2 | 1-1 | 1-1 | 2-2 | 4-2 |     | 1-1 | 5-1 | 0-0 | 4-4 | 2-0 | 1-1 |
| Campomaiorense       | 0-2 | 1-1 | 0-5 | 0-0 | 1-2 | 0-3 | 1-0 | 3-0 | 2-0 | 0-2 | 3-1 | 0-0 |     | 0-0 | 2-2 | 4-1 | 4-1 | 2-1 |
| Rio Ave              | 1-1 | 0-2 | 0-2 | 0-1 | 1-1 | 1-0 | 0-1 | 1-1 | 1-2 | 2-1 | 2-2 | 2-1 | 3-1 |     | 0-0 | 1-1 | 1-1 | 1-1 |
| Alverca              | 1-5 | 0-0 | 0-2 | 3-2 | 1-0 | 0-2 | 2-1 | 0-1 | 0-0 | 3-0 | 1-3 | 1-1 | 2-1 | 0-1 |     | 1-1 | 3-1 | 2-1 |
| Beira-Mar            | 2-1 | 1-1 | 1-1 | 2-2 | 1-1 | 1-1 | 0-0 | 0-0 | 4-2 | 1-1 | 0-1 | 4-1 | 2-1 | 1-2 | 2-1 |     | 1-1 | 0-2 |
| Desportivo de Chaves | 0-4 | 1-1 | 0-4 | 2-2 | 1-2 | 1-2 | 2-3 | 4-1 | 1-2 | 1-1 | 4-4 | 1-1 | 3-2 | 0-0 | 1-1 | 1-0 |     | 1-0 |
| Académica            | 0-2 | 2-3 | 0-3 | 2-2 | 2-0 | 0-1 | 1-1 | 2-2 | 1-1 | 1-3 | 2-1 | 0-1 | 1-5 | 1-1 | 0-5 | 1-0 | 1-2 |     |
| -------------------- | --- | --- | --- | --- | --- | --- | --- | --- | --- | --- | --- | --- | --- | --- | --- | --- | --- | --- |

## Melhores Resultados
| CI. | Equipa          | Jogador        | Golos |
| --- | --------------- | -------------- | ----- |
| 1   | Jardel          | FC Porto       | 36    |
| 2   | Nuno Gomes      | Benfica        | 24    |
| 3   | Demetrios       | Campomaiorense | 16    |
| 3   | Silva           | SC Braga       | 16    |
| 5   | Ayew            | Boavista       | 15    |
| 5   | Timofte         | Boavista       | 15    |
| 5   | Alex Bunbury    | Marítimo       | 15    |
| 8   | Chiquinho Conde | Vitória FC     | 14    |
| 8   | Zahovič         | FC Porto       | 14    |
| 10  | Yordanov        | Sporting       | 13    |
| 10  | Edmilson        | Vitória SC     | 13    |

## Média de Espectadores
| Clube          | Média  | +/-     |
| -------------- | ------ | ------- |
| Benfica        | 27.941 | 11,5%   |
| FC Porto       | 24.342 | Estável |
| Sporting       | 18.088 | 19,2%   |
| V. Guimarães   | 6.676  | 28,6%   |
| SC Braga       | 5.765  | 27,9%   |
| Boavista       | 5.353  | 4,2%    |
| V. Setúbal     | 5.065  | 6,3%    |
| Marítimo       | 4.794  | 10,4%   |
| Rio Ave        | 4.765  | 5,2%    |
| Farense        | 4.588  | 18,8%   |
| Beira-Mar      | 4.147  | Novo    |
| Académica      | 3.647  | 54,1%   |
| UD Leiria      | 3.588  | Novo    |
| GD Chaves      | 3.441  | 5,6%    |
| Salgueiros     | 3.265  | 6,7%    |
| E. Amadora     | 2.759  | 0,9%    |
| Campomaiorense | 2.735  | 26,2%   |
| Alverca        | 2.676  | Novo    |
| TOTAL          | 7.424  | 8,7%    |
| Fonte          | [ 2 ]  | [ 2 ]   |

## Campeão

### Plantel Campeão
| Pos.   | N               | Jogador           | Idade | Jogos | Golos |
| ------ | --------------- | ----------------- | ----- | ----- | ----- |
| GR     | 1               | Rui Correia       | 31    | 11    | -     |
| GR     | 12              | Costinha          | 25    | 1     | -     |
| GR     | 24              | Kralj             | 26    | 7     | -     |
| GR     | 99              | Vítor Baía        | 29    | 16    | -     |
| D      | 3               | Nélson            | 27    | 2     | -     |
| D      | 7               | Secretário        | 29    | 31    | -     |
| D      | 5               | Fernando Mendes   | 32    | 19    | 1     |
| D      | 30              | Esquerdinha       | 27    | 12    | 1     |
| D      | 2               | Jorge Costa       | 27    | 33    | 2     |
| D      | 4               | Aloísio           | 35    | 33    | 4     |
| D      | 13              | Ricardo Carvalho  | 21    | 1     | -     |
| D      | 19              | João Manuel Pinto | 26    | 16    | 2     |
| M      | 6               | Peixe             | 26    | 13    | 1     |
| M      | 17              | Doriva            | 27    | 17    | 4     |
| M      | 18              | Chaínho           | 24    | 26    | 2     |
| M      | 20              | Paulinho Santos   | 28    | 21    | 1     |
| M      | 26              | Chippo            | 26    | 12    | -     |
| M      | 8               | Rui Barros        | 33    | 24    | 2     |
| M      | 22              | Panduru           | 28    | 6     | -     |
| M      | 23              | Carlos Manuel     | 22    | 1     | -     |
| M      | 25              | Zahovič           | 28    | 31    | 14    |
| M      | 29              | Deco              | 21    | 6     | -     |
| A      | 21              | Capucho           | 27    | 33    | 6     |
| A      | 10              | Folha             | 28    | 1     | -     |
| A      | 11              | Drulović          | 30    | 32    | 3     |
| A      | 14              | Artur             | 29    | 5     | -     |
| A      | 9               | Mielcarski        | 28    | 12    | 2     |
| A      | 15              | Fehér             | 19    | 5     | -     |
| A      | 16              | Jardel            | 25    | 32    | 36    |
| A      | 28              | Quinzinho         | 25    | 12    | 4     |
|        |                 |                   |       |       |       |
| T      | Fernando Santos | Fernando Santos   | 44    |       |       |
| Fonte: |                 |                   |       |       |       |